# مارغريتا رودريغيز
مارغريتا رودريغيز هي مبارزة بالسيف كوبية، ولدت في 30 مارس 1947.

## وصلات خارجية
- مارغريتا رودريغيز على موقع أوليمبيديا (الإنجليزية)